# Praha VIII

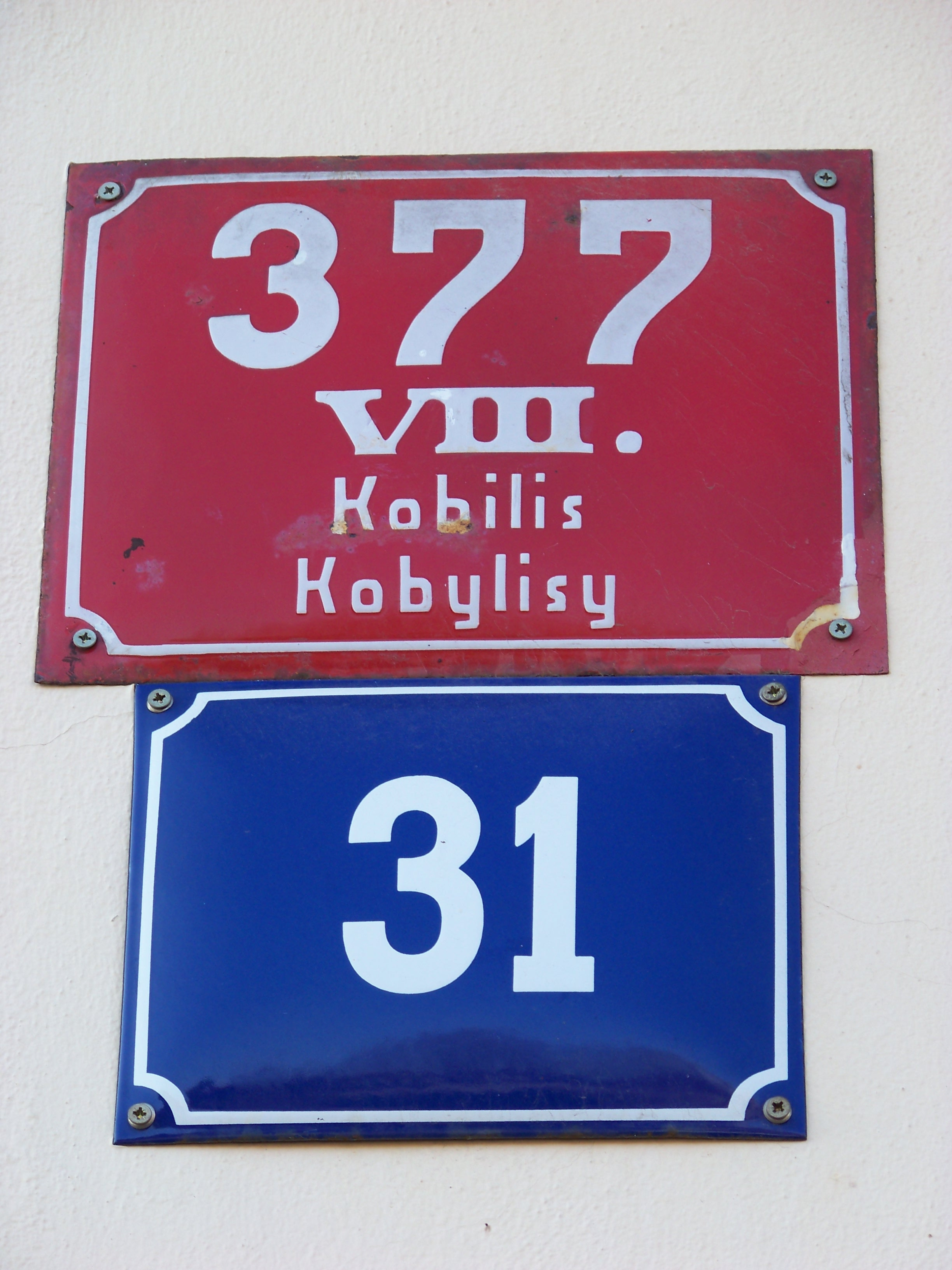
Popisné číslo z období Protektorátu Čechy a Morava v Kobylisích

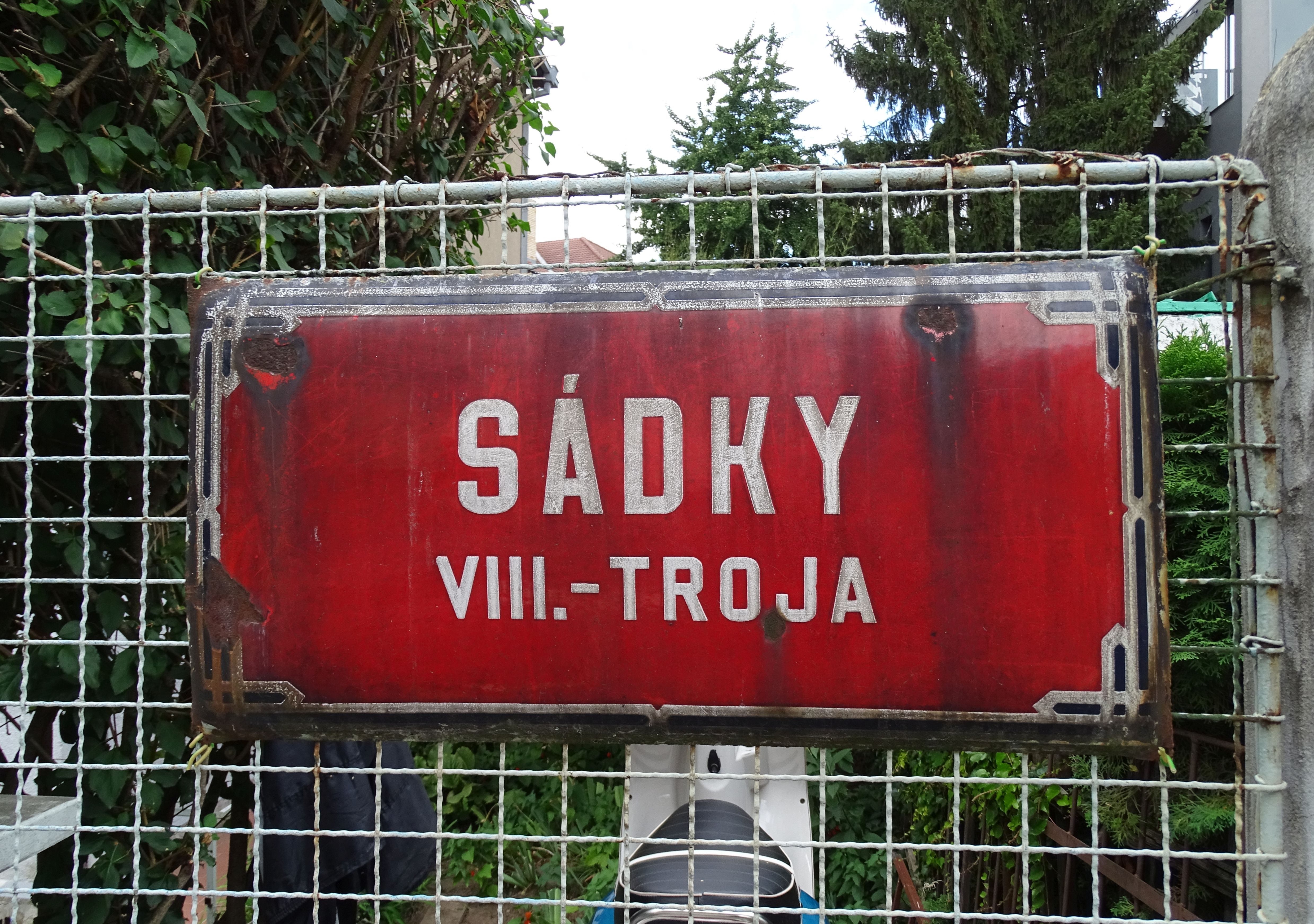
Staré označení ulice Sádky v Troji

Praha VIII nebo jen VIII bylo historické označení Libně jako 8. části Prahy, v letech 1923–1949 označení městského obvodu zahrnujícího i další části města. Libeň byla k Praze připojena v roce 1901, tři roky po svém povýšení na město. Na základě vládního nařízení č. 7/1923 Sb. s účinností ode dne vyhlášení 17. ledna 1923 byl vytvořen volební obvod Praha VIII, do nějž kromě Libně byly začleněny ještě Střížkov, Kobylisy, Troja a Bohnice, původně obce karlínského okresu, připojené k Praze 1. ledna 1922 na základě zákona č. 114/1920 Sb. z. a n. Praha VIII se tak stala jedním z městských obvodů Velké Prahy. Vládní nařízení 187/1947 Sb, účinné od 14. listopadu 1947, ponechalo rozsah obvodu stejný, určilo jej však i obvodem pro státní správu a název obvodu se rozšířil o název sídelní čtvrti obvodu, tedy na Praha VIII – Libeň. 
Obvod byl zrušen k 1. dubnu 1949, kdy byla Praha vládním nařízením č. 79/1949 Sb. rozčleněna novou správní reformou na 16 městských obvodů číslovaných arabskými číslicemi. Část Libně, Střížkov, Kobylisy, Bohnice a část Troje tvořily společně s částí Karlína nový obvod Praha 8, část Libně byla zařazena do obvodu Praha 9 a část Troje do obvodu Praha 7. Od 11. dubna 1960 zákon č. 36/1960 Sb. vymezil v Praze 10 obvodů, přičemž většina Libně, Kobylisy, Střížkov, Bohnice a horní část Troji se opět ocitly v obvodě Praha 8, dolní Troja v obvodu Praha 7 a východní část Libně (a zřejmě i část Střížkova) v obvodu Praha 9. Zákon č. 418/1990 Sb., o hlavním městě Praze, s účinností od 24. listopadu 1990 rozdělil toto území obdobným způsobem do městských částí Praha 8, Praha 7 a Praha 9, dolní Troja byla od 1. ledna 1992 vyčleněna z městské části Praha 7 do samostatné městské části Praha-Troja. Toto rozdělení pak potvrdil i Statut hlavního města Prahy (vyhláška hl. m. Prahy č. 55/2000 Sb. HMP) s účinností od 1. července 2001.  